# Claudio Baiocchi
Claudio Baiocchi (20 de agosto de 1940 – 14 de dezembro de 2020) foi um matemático italiano. Foi professor da Universidade de Pavia e é desde a década de 1990 professor de análise avançada da Universidade de Roma "La Sapienza".
Em 1970 recebeu o Prêmio Renato Caccioppoli. É membro da Academia Nacional das Ciências (Itália) e da Accademia dei Lincei.
Foi palestrante convidado do Congresso Internacional de Matemáticos em Vancouver (1974).

## Obras
- com Antonio Capelo: Variational and quasivariational inequalities. Applications to free boundary problems. Chichester/New York, Wiley 1984.
- Editor com Jacques-Louis Lions: Boundary value problems for partial differential equations and applications. Dedicated to Enrico Magenes, Elsevier-Masson, 1993
- com anderen: Free boundary problems in the theory of fluid flow through porous media : a numerical approach, Pavia : Laboratorio di analisi numerica del Consiglio nazionale delle ricerche 1973
- com anderen: Free boundary problems in the theory of fluid flow through porous media : existence and uniqueness theorems, Pavia : Laboratorio di analisi numerica del Consiglio nazionale delle ricerche 1973
- com anderen: Fluid flow through porous media : a new theoretical and numerical approach, Pavia : Laboratorio analisi numerica del Consiglio nazionale delle ricerche, 1974
- com A. Capelo: Disequazioni variazionali e quasivariazionali : applicazioni a problemi di frontiera libera, 2 Volumes, Bologna : Pitagora, 1978.
- com A. Capelo: Problemi quasivariazionali, Bologna : Pitagora, 1978
- com A. Capelo: Problemi variazionali, Bologna : Pitagora, 1978.